# 埃文·武奇
埃文·武奇（英語：Evan Vucci，1977年6月15日—）是一名美國攝影記者。他是美聯社駐華盛頓特區的首席攝影師。武奇在全球拍攝和製作靜態攝影和影片項目，拍攝主題包括華盛頓特區的體育、美國軍事和美國政治。
他是2021年普立茲突發新聞攝影獎的美聯社報道團隊成員之一。2024年7月13日，他拍攝了受傷的唐納·川普在暗殺未遂後揮舞拳頭的照片。

## 早年生活和教育
武奇出生於馬里蘭州奧爾尼，從小母親是秘書，父親是警察。
1995年，武奇進入紐約羅徹斯特理工學院學習商業攝影。在校期間，他參加了攝影記者邁克爾·威廉森的講座。在講座中，威廉森展示了他的作品，並講述他在《華盛頓郵報》工作期間週遊世界的經歷。威廉森的照片和生活深深打動了武奇，於是他改學新聞攝影專業。在羅徹斯特理工學院就讀期間，武奇為路透社拍攝運動照片。
武奇於2000年畢業於羅徹斯特理工學院，獲得專業攝影插圖學士學位。

## 職業生涯
大學畢業後，武奇來到北卡羅萊納州費耶特維爾，在《費耶特維爾觀察家報》擔任每週工作30小時的職位。大約三個月後，武奇意識到小鎮報社的生活不適合他。2000年夏季奧林匹克運動會期間，武奇到澳洲雪梨為國際奧林匹克委員會工作，擔任攝影經理。在雪梨工作期間，武奇結識了當時的美聯社攝影師道格·米爾斯，後者幫助他進入美聯社成為一名自由攝影記者。
2003年底，武奇接受美聯社的職位。在美聯社工作期間，武奇最經典的鏡頭之一來自伊拉克。2008年12月14日，武奇出席美國總統喬治·沃克·布希和伊拉克總理努里·马利基在伊拉克首都巴格達舉行的聯合新聞發布會。聯合記者會的目的是宣布簽署部隊地位協定，讓美軍繼續駐紮在伊拉克。在記者招待會上，伊拉克記者敏達哈·扎伊迪向布希總統扔鞋。
2008年，武奇多次訪問伊拉克摩蘇爾的馬雷茲前方作戰基地，了解士兵及其故事。他主要關注的是第3裝甲騎兵團（3 ACR）第三中隊殺手分隊的一個騎兵偵察排。他與該排一起駐紮了數週，拍攝他們在摩蘇爾西部戰鬥前哨的巡邏和生活情況。許多士兵受傷，三人陣亡。
2020年，武奇為美聯社報導了喬治·弗洛伊德之死引發的示威活動。作為美聯社駐華盛頓特區的首席攝影師，他是美聯社報道團隊的一員，該團隊獲得2021年普立茲突發新聞攝影獎。
2024年7月13日，武奇拍攝了美國前總統、共和黨推定候選人唐納·川普在一次暗殺未遂後被帶下台的照片，照片中川普高舉拳頭，右臉鮮血淋漓。這張圖片在社群媒體上被廣泛分享，並被《時代》雜誌用作封面圖片。武奇向《衛報》描述了拍攝過程。